# Colobothea maculicollis
Colobothea maculicollis là một loài bọ cánh cứng trong họ Cerambycidae.